# A las tres
A las tres es un espacio informativo que se transmite de lunes a viernes de 15 a 16 horas, en el canal de televisión N+ Foro, propiedad de Grupo Televisa, en México.
Originalmente, este noticiero era conducido por la periodista Lourdes Ramos. En el 2005, cambió de titular y de diseño, dando paso a la entrada de la periodista Paola Rojas, actual titular del programa. Y tras los distintos cambios, en 2016, Ana Paula Ordorica llega a ser la titular del espacio informativo.
En este programa, se presenta información sobre acontecimientos actuales en México y en otros países. Cuenta con varias secciones como espectáculos, salud y deportes. Es de los pocos noticiarios en México que está totalmente conducido y producido por mujeres. La producción se encuentra a cargo de Ana María Guadarrama.[cita requerida]

## Espectáculos
El titular de esta sección era Ricardo Escobar, periodista de Televisa Espectáculos. En el 2005, fue sucedido por Mauricio Clark, quien mantuvo este cargo hasta el 19 de diciembre de 2008 (abandonó este espacio a causa de su conducción en el programa NXclusiva). Se le reconoce por su candidez y buen humor al presentar la información. Ricardo Escobar volvió a conducir la sección de una duración aproximada de 5 min y se presentaba siempre en la parte final del noticiero.[cita requerida]

## Deportes
Esta sección de "A las tres" es presentada por Guillermo Schutz, periodista deportivo de Televisa Deportes. Alterna en su conducción con Daniel Rentería quien, a causa de coberturas de eventos especiales, quedó en su lugar. Por lo general, esta sección dura menos de 5 min y se presenta en la segunda mitad del programa.[cita requerida]

## El doctor dice
Sección conducida por Irlanda Maya, periodista especializada en la salud. Aborda tópicos diversos basados en información científica y en la medicina; presenta a especialistas e investigadores en salud de mayor reconocimiento en México, así como lo más novedoso y relevante en esa área. Se transmite una vez a la semana los jueves.[cita requerida]

## Hollywood, la raza y varios más
Esta sección del programa es presentada por el crítico de cine Patrick Olivier. En ella, se da una revisión rápida a los hechos relevantes del séptimo arte y presenta reseñas de películas a estrenarse, al igual que recomendaciones para el fin de semana.[cita requerida]

## Fuera de lugar
Esta sección se presenta los viernes en la segunda mitad del programa y muestra las acciones chuscas y fuera de lugar, así como los resbalones que ocurrieron durante toda la semana, narradas por la titular del noticiero, Paola Rojas.[cita requerida]
El último minuto de la emisión se presenta el resumen informativo, con lo más relevante de la información presentada en el noticiero.